# HSQLDB
HSQLDB (HSQL Database Engine) – "lekki" relacyjny system baz danych napisany w Javie jako Otwarte oprogramowanie. Umożliwia zapis informacji nie tylko w standardowy sposób (przez serwer bazy danych), ale także w zwykłych plikach dyskowych jak i pamięci operacyjnej co czyni go doskonałym narzędziem do pracy nad aplikacją bazodanową, która intensywnie się rozwija. Posiada sterownik JDBC i obsługuje standardy SQL-92, SQL-99, oraz SQL:2003. Oferuje szybki i mały silnik (mniej niż 100 kB), który obsługuje tabele umiejscowione zarówno fizycznie na dysku, jak i w pamięci operacyjnej.
Posiada również narzędzia takie jak: mini-web server, działające w pamięci narzędzia zarządzające zapytaniami (mogą zostać uruchomione jako applet) oraz potężną ilość przykładowych plików.